# St Martin-in-Meneage
St Martin-in-Meneage – wieś w Anglii, w Kornwalii. Leży 27 km na wschód od miasta Penzance i 389 km na południowy zachód od Londynu.